# Saskatchewan Highway 914
Saskatchewan Highway 914 je jednou z mála silnic na nejdálnějším severu této provincie. Začíná odpojením od silnice Saskatchewan Highway 165 a končí u dolu Key Lake Mine, o 345.75 km dále. Trasa 914 prochází na sever působivými sceneriemi Saskatchewanu, včetně Pinehouského jezera a Gordonova jezera. Trasa 914 se nekříží s žádnou provincií vlastněnou cestou po celou svou délku od silnice 165 až po důl Key Lake Mine. 
Celá trasa silnice prochází pouze jediným městečkem, a to Pinehouse Lake.